# Canotaj la Jocurile Olimpice de vară din 2020 - Dublu vâsle masculin
Proba masculină de canotaj dublu vâsle de la Jocurile Olimpice de vară din 2020 a avut loc în perioada 23-28 iulie 2021 pe Sea Forest Waterway.

## Program
Orele sunt ora Japoniei (UTC+9) 
| Data                    | Timp  | Etapă        |
| ----------------------- | ----- | ------------ |
| Vineri, 23 iulie 2021   | 10:30 | Calificări   |
| Sâmbătă, 24 iulie 2021  | 9:10  | Recalificări |
| Luni, 26 iulie 2021     | 12:40 | Semifinale   |
| Miercuri, 28 iulie 2021 | 8:20  | Finalele A/B |

## Rezultate

### Calificări
Primele trei echipaje din fiecare cursă se vor califica în semifinale, iar celelalte vor concura în recalificări.

#### Calificări - cursa 1
| Loc | Culoar | Concurenți                        | Țară     | Timp    | Note |
| --- | ------ | --------------------------------- | -------- | ------- | ---- |
| 1   | 4      | Hugo Boucheron Matthieu Androdias | Franța   | 6:10,45 | C    |
| 2   | 1      | Zhiyu Liu Liang Zhang             | China    | 6:11,55 | C    |
| 3   | 3      | Ilya Kondratev Andrey Potapkin    | COR      | 6:16,09 | C    |
| 4   | 5      | Stephan Krüger Marc Weber         | Germania | 6:35,11 | R    |
| 5   | 2      | Jakub Podrazil Jan Cincibuch      | Cehia    | 6:41,75 | R    |

#### Calificări - cursa 2
| Loc | Culoar | Concurenți                        | Țară          | Timp    | Note |
| --- | ------ | --------------------------------- | ------------- | ------- | ---- |
| 1   | 4      | Miroslaw Zietarski Mateusz Biskup | Polonia       | 6:11,22 | C    |
| 2   | 1      | Barnabe Delarze Roman Roeoesli    | Elveția       | 6:11,24 | C    |
| 3   | 3      | Jack Lopas Christopher Harris     | Noua Zeelandă | 6:12,05 | C    |
| 4   | 2      | Ronan Byrne Philip Doyle          | Irlanda       | 6:14,40 | R    |

#### Calificări - cursa 3
| Loc | Culoar | Concurenți                         | Țară           | Timp    | Note |
| --- | ------ | ---------------------------------- | -------------- | ------- | ---- |
| 1   | 4      | Melvin Twellaar Stef Broenink      | Olanda         | 6:08,38 | C    |
| 2   | 2      | Graeme Thomas John Collins         | Marea Britanie | 6:12,80 | C    |
| 3   | 3      | Ioan Prundeanu Marian Enache       | România        | 6:13,62 | C    |
| 4   | 1      | Saulius Ritter Aurimas Adomavicius | Lituania       | 6:23,08 | R    |

### Recalificări
Primele trei echipe se califică în semifinale, ultima fiind eliminată.
| Loc | Culoar | Concurenți                         | Țară     | Timp    | Note |
| --- | ------ | ---------------------------------- | -------- | ------- | ---- |
| 1   | 4      | Stephan Krüger Marc Weber          | Germania | 6:26,64 | C    |
| 2   | 2      | Saulius Ritter Aurimas Adomavicius | Lituania | 6:27,36 | C    |
| 3   | 3      | Ronan Byrne Philip Doyle           | Irlanda  | 6:29,90 | C    |
| 4   | 1      | Jakub Podrazil Jan Cincibuch       | Cehia    | 6:32,86 |      |

### Semifinale
Primele trei echipaje din fiecare semifinală se califică în Finala A, celelalte urmând a concura în Finala B

#### Semifinala A/B 1
| Loc | Culoar | Concurenți                        | Țară           | Timp    | Note |
| --- | ------ | --------------------------------- | -------------- | ------- | ---- |
| 1   | 3      | Hugo Boucheron Matthieu Androdias | Franța         | 6:20,45 | FA   |
| 2   | 2      | Graeme Thomas John Collins        | Marea Britanie | 6:22,95 | FA   |
| 3   | 4      | Miroslaw Zietarski Mateusz Biskup | Polonia        | 6:24,50 | FA   |
| 4   | 5      | Jack Lopas Christopher Harris     | Noua Zeelandă  | 6:26,08 | FB   |
| 5   | 1      | Stephan Krüger Marc Weber         | Germania       | 6:38,41 | FB   |
| 6   | 6      | Ronan Byrne Philip Doyle          | Irlanda        | 6:49,06 | FB   |

#### Semifinala A/B 2
| Loc | Culoar | Concurenți                         | Țară     | Timp    | Note |
| --- | ------ | ---------------------------------- | -------- | ------- | ---- |
| 1   | 4      | Melvin Twellaar Stef Broenink      | Olanda   | 6:20,17 | FA   |
| 2   | 5      | Zhiyu Liu Liang Zhang              | China    | 6:23,11 | FA   |
| 3   | 3      | Barnabe Delarze Roman Roeoesli     | Elveția  | 6:25,89 | FA   |
| 4   | 6      | Ilia Kondratiev Andrei Potapkin    | COR      | 6:26,58 | FB   |
| 5   | 2      | Ioan Prundeanu Marian Enache       | România  | 6:29,55 | FB   |
| 6   | 1      | Saulius Ritter Aurimas Adomavicius | Lituania | 6:34,04 | FB   |

### Finale

#### Finala B
| Loc | Culoar | Concurenți                         | Țară          | Timp    | Note |
| --- | ------ | ---------------------------------- | ------------- | ------- | ---- |
| 7   | 3      | Ilya Kondratyev Andrey Potapkin    | COR           | 6:13,73 |      |
| 8   | 4      | Jack Lopas Christopher Harris      | Noua Zeelandă | 6:15,51 |      |
| 9   | 2      | Ioan Prundeanu Marian Enache       | România       | 6:16,86 |      |
| 10  | 6      | Ronan Byrne Philip Doyle           | Irlanda       | 6:16,89 |      |
| 11  | 5      | Stephan Krüger Marc Weber          | Germania      | 6:18,13 |      |
| 12  | 1      | Saulius Ritter Aurimas Adomavicius | Lituania      | 6.20,87 |      |

#### Finala A
| Loc | Culoar | Concurenți                        | Țară           | Timp    | Note           |
| --- | ------ | --------------------------------- | -------------- | ------- | -------------- |
| 1   | 3      | Hugo Boucheron Matthieu Androdias | Franța         | 6:00,33 | Record olimpic |
| 2   | 4      | Melvin Twellaar Stef Broenink     | Olanda         | 6:00,53 |                |
| 3   | 2      | Liu Zhiyu Zhang Liang             | China          | 6:03,63 |                |
| 4   | 5      | Graeme Thomas John Collins        | Marea Britanie | 6:06,48 |                |
| 5   | 1      | Barnabe Delarze Roman Roeoesli    | Elveția        | 6:09,05 |                |
| 6   | 6      | Miroslaw Zietarski Mateusz Biskup | Polonia        | 6:09,17 |                |